# Ficus bullenei
Ficus bullenei là một loài thực vật có hoa trong họ Moraceae. Loài này được I.M.Johnst. mô tả khoa học đầu tiên năm 1949.